# Архиепархия Фрайбурга
Архиепархия Фрайбурга (лат. Archidioecesis Friburgensis, нем. Erzbistum Freiburg) — архиепархия-митрополия Римско-католической церкви в Германии с центром в городе Фрайбург. С 30 мая 2014 года кафедру архиепархии занимает Штефан Бургер (нем. Stephan Burger). Вспомогательные епископы — Бернд Уль и Михаэль Гербер.

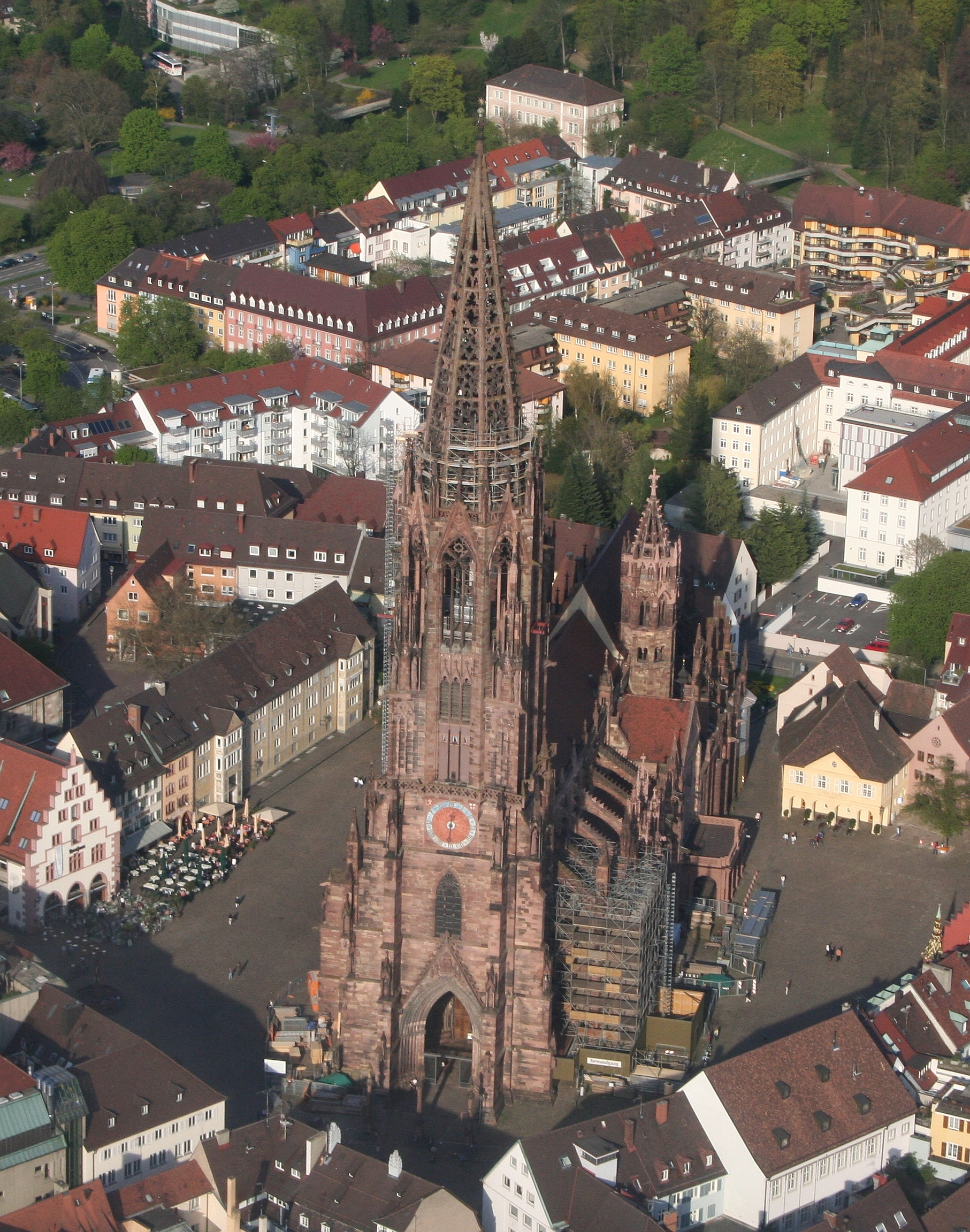
Фрайбургский кафедральный собор

Клир епархии включает 1 216 священников (1 005 епархиального и 211 монашествующих священников), 202 диакона, 294 монаха, 1 970 монахинь.

## Территория
В юрисдикцию епархии входят 1 077 приходов на западе земли Баден-Вюртемберг.
Все приходы объединены в 26 деканатов.
Кафедра архиепископа находится во фрайбургском соборе Пресвятой Девы Марии.
В состав митрополии (церковной провинции) Фрайбурга входят:
- Архиепархия Фрайбурга;
- Епархия Майнца;
- Епархия Роттенбург-Штутгарта.

## История
Кафедра Фрайбурга была основана 16 августа 1821 года буллой Provida solersque Папы Пия VII, на территории, выделенной из упразднённых епархий Констанца и Вормса, а также на части территорий епархий Шпайера, Майнца, Страсбурга и Вюрцбурга. Вначале юрисдикция архиепископов распространялась, в дополнение к епархиям Майнца и Роттенбурга, на епархии Фульды и Лимбурга.
По традиции местный капитул при избрании нового епископа обращается к Святому Престолу со списоком из трёх кандидатов.
В 1935 году архиепископ Конрад Грёбер выступил непримиримым противником нацизма. Тогда же семнадцать священников архиепархии были депортированы в концлагеря, где десять из них были замучены до смерти.
1 января 2008 года в архиепархии было образовано 26 деканатов.
24 и 25 сентября 2011 года архиепархию с пастырским визитом посетил Папа Бенедикт XVI.

## Небесные покровители епархии
- Дева Мария
- Св. Конрад Констанцский
- Св. Гебхард Констанцский
- Блаж. Бернхард Баденский

## Ординарии архиепархии
- Бернхард Болль[нем.] (7.06.1824 — 6.03.1836), цистерцианец;
- Игнац Антон Деметр[нем.] (11.05.1836 — 21.03.1842);
- Герман фон Викари[нем.] (15.06.1842 — 14.04.1868);
  - Sede vacante (1868—1882);
- Лотарь фон Кюбель[нем.] (1868—1881), апостольский администратор;
- Йоханн Баптист Орбин[нем.] (2.05.1882 — 8.04.1886);
- Кристиан Роос[нем.] (2.06.1886 — 22.10.1896);
- Георг Игнац Комп[нем.] (21.03.1898 — 11.05.1898);
- Томас Нёрбер[нем.] (2.08.1898 — 27.07.1920);
- Карл Фриц[нем.] (6.09.1920 — 7.12.1931);
- Конрад Грёбер (21.05.1932 — 14.02.1948);
- Венделин Раух[нем.] (27.07.1948 — 28.04.1954);
- Ойген Виктор Пауль Зайтерик[нем.] (27.07.1954 — 3.03.1958);
- Герман Йозеф Шауфеле[нем.] (14.05.1958 — 26.06.1977);
- Оскар Зайер[нем.] (15.03.1978 — 1.07.2002);
- Роберт Цоллич[нем.] (16 июня 2003 года — 17 сентября 2013 года);
- Штефан Бюргер[нем.] (30 мая 2014 года —).

## Статистика
На июнь 2013 года из 4 772 000 человек, проживающих на территории епархии, католиками являлись 1 984 900 человек, что соответствует 41,6 % от общего числа населения епархии.
| год  | население | население | население | священники | священники        | священники         | священники                           | постоянные диаконы | монахи  | монахи  | приходы |
| год  | католики  | всего     | %         | всего      | белое духовенство | черное духовенство | число католиков на одного священника | постоянные диаконы | мужчины | женщины | приходы |
| ---- | --------- | --------- | --------- | ---------- | ----------------- | ------------------ | ------------------------------------ | ------------------ | ------- | ------- | ------- |
| 1950 | 1.710.233 | 2.605.420 | 65,6      | 1.969      | 1.538             | 431                | 868                                  |                    | 746     | 6.551   | 1.022   |
| 1970 | 2.292.550 | 4.952.862 | 46,3      | 1.355      | 1.109             | 246                | 1.691                                |                    | 455     | 5.077   | 1.087   |
| 1980 | 2.344.864 | 4.000.000 | 58,6      | 1.753      | 1.393             | 360                | 1.337                                | 46                 | 527     | 5.379   | 1.040   |
| 1990 | 2.256.888 | 4.100.000 | 55,0      | 1.644      | 1.318             | 326                | 1.372                                | 104                | 494     | 3.952   | 1.052   |
| 1999 | 2.160.650 | 4.540.000 | 47,6      | 1.432      | 1.150             | 282                | 1.508                                | 158                | 423     | 2.770   | 1.084   |
| 2000 | 2.148.067 | 4.530.000 | 47,4      | 1.368      | 1.124             | 244                | 1.570                                | 172                | 383     | 2.702   | 1.084   |
| 2001 | 2.132.269 | 4.700.000 | 45,4      | 1.325      | 1.091             | 234                | 1.609                                | 179                | 356     | 2.521   | 1.084   |
| 2002 | 2.124.834 | 4.600.000 | 46,2      | 1.325      | 1.071             | 254                | 1.603                                | 185                | 363     | 2.247   | 1.084   |
| 2003 | 2.114.702 | 4.600.000 | 46,0      | 1.277      | 1.066             | 211                | 1.655                                | 185                | 308     | 2.281   | 1.083   |
| 2006 | 2.088.512 | 4.850.000 | 43,1      | 1.216      | 1.005             | 211                | 1.717                                | 202                | 294     | 1.970   | 1.077   |